# La Rose des vents (film)
Pour les articles homonymes, voir Rose des vents (homonymie).
Pour plus de détails, voir Fiche technique et Distribution.
La Rose des vents (Die Windrose) est un film documentaire est-allemand à cinq sketches réalisé en 1957 par un collectif de réalisateurs internationaux dont Alberto Cavalcanti, Sergueï Guerassimov, Yannick Bellon, Gillo Pontecorvo, Alex Viany et Wu Kuo-yin sous la direction de Joris Ivens. Il a été soutenu par des personnalités comme Simone Signoret, Yves Montand et Helene Weigel, la femme du dramaturge allemand Bertolt Brecht.
C'est un projet de la fédération démocratique internationale des femmes produit par la Deutsche Film AG, le studio public de la RDA, pour documenter la condition des ouvrières en Italie, au Brésil, en Union soviétique, en France et en Chine.
Il est composé de cinq segments, se déroulant dans les pays susmentionnés, et d'un prologue, réalisé dans un style influencé par le néoréalisme italien.

## Synopsis

### Italie:Giovanna
Sur une grève d'ouvrières en Italie.

### France:Un matin comme les autres
Dans une petite ville industrielle de la région parisienne, dix ans après la fin de la guerre, Janine Alix, jeune institutrice stagiaire, prend la défense de pauvres gens, que l'on veut expulser sans les reloger. Elle fait signer une pétition, alerte les pouvoirs publics et gagne son combat. Mais le soir du 11 novembre, elle quitte discrètement ses élèves, car l'inspecteur d'académie l'a mutée dans une autre école. 

## Fiche technique
- Titre  original : Die Windrose
- Titre français : La Rose des vents
- Réalisation : Alberto Cavalcanti, Sergueï Guerassimov, Yannick Bellon, Gillo Pontecorvo, Alex Viany, Wu Kuo-yin
- Scénario : Jorge Amado, Alberto Cavalcanti, Vladimir Pozner, Franco Solinas, José Hipolito, Trigueirinho Neto, Henry Magnan et Vladimir Pozner
- Assistant au réalisateur : Italo Jacques
- Producteur : Joris Ivens, Mário Audrá
- Montage : Enzo Alfonzi (segment Giovanna), José Cañizares, Ella Ensink
- Musique : Wolfgang Hohensee, Enrico Simonetti
- Costumes : Elena Mannini (segment Giovanna)
- Son : Mário de Luca
- Directeur de la photographie : H.E. Fowle
- Société de production : VEB DEFA Studio für Wochenschau und Dokumentarfilme, Cinematográfica Maristela
- Pays de production :  Allemagne de l'Est
- Langue de tournage :
- Format : Noir et blanc - 1,33:1 - Son mono - 35 mm
- Genre : Film dramatique
- Durée : 104 minutes (1h44)
- Sortie :
  - Allemagne de l'Est : 8 mars 1957

## Distribution
- Angela Brunner (de)
- Aracy Cardoso (pt)
- Valdo César
- Marlene França (pt)
- Armida Gianassi : Giovanna
- Yves Montand
- Vanja Orico
- Carla Pozzi
- Simone Signoret
- Aurélio Teixeira
- Miguel Torres de Andrade (pt)
- Helene Weigel
- Yen Mei-yi
- Zinaida Kirienko